# Amphipyra lineata
Amphipyra lineata är en fjärilsart som beskrevs av Barend J. Lempke 1949. Amphipyra lineata ingår i släktet Amphipyra och familjen nattflyn. Inga underarter finns listade i Catalogue of Life.